# ライオンラビット
ライオンラビット（英語: Lionhead rabbit）は、英国ウサギ評議会 (BRC) および米国ウサギブリーダー協会 (ARBA) によって認められた家兎の品種。
ライオンラビットは、その名前が示すように、雄ライオンを思わせる、頭を囲むたてがみを持っている。その他の特徴としては、コンパクトな直立した体型が見られる。ライオンヘッドとも。

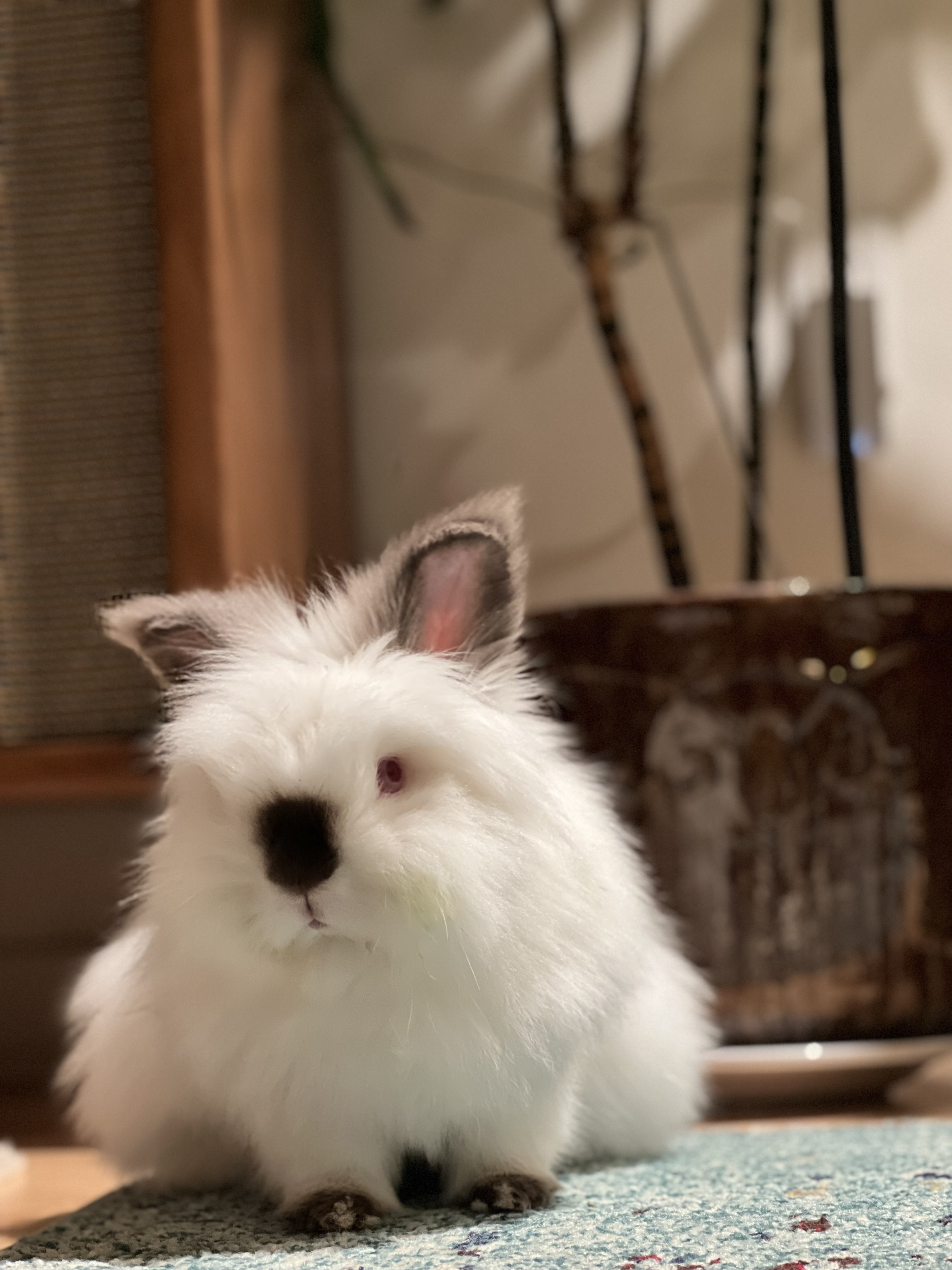
黒い鼻を持つ白のライオンラビットの画像

## 歴史
原産国はベルギーであり、ネザーランドドワーフとミニチュアスイスフォックスを掛け合わせて作出されたと言われている。
2002年、イギリスの英国ウサギ評議会 (BRC) が品種として認めた。